# ディラン・ピーチ
ディラン・ピーチ（Dylan Pietsch、1998年4月23日 - ）は、スーパーラグビー・パシフィック、フォースに所属するラグビー選手。

## プロフィール
- オーストラリア、シドニー出身[1]。
- ポジションはセンター(CTB)。
- 身長 187cm、体重 95kg

## 略歴
2021年、東京五輪の7人制オーストラリア代表に選ばれた。同年、ワラターズに加入。
2024年、フォースに加入。